# Charny-le-Bachot
Charny-le-Bachot é uma comuna francesa na região administrativa de Grande Leste, no departamento de Aube. Estende-se por uma área de 13,64 km². Em 2010 a comuna tinha 269 habitantes (densidade: 19,7 hab./km²).